# Pulsatilla albana
Pulsatilla albana là một loài thực vật có hoa trong họ Mao lương. Loài này được (Stev.) Bercht. & J. Presl miêu tả khoa học đầu tiên năm 1820.